# 199 (število)
199 (stó dévetindevétdeset) je naravno število, za katero velja 199 = 198 + 1 = 200 - 1.
Wagstaffovo praštevilo
199 lahko zapišemo kot vsoto zaporedno praštevilov na dva načina: 199 = 61 + 67 + 71 = 31 + 37 + 41 + 43 + 47.
Gaussovo praštevilo brez imaginarnega ali realnega dela oblike {\displaystyle 4n+3}.